# Beilschmiedia maingayi
Beilschmiedia maingayi är en lagerväxtart som beskrevs av Joseph Dalton Hooker. Beilschmiedia maingayi ingår i släktet Beilschmiedia och familjen lagerväxter. Inga underarter finns listade i Catalogue of Life.